# Yeshe Dorje
Karmapa
Chöying Dorje Changchub Dorje
Yeshe Dorje (1676, Mayshö, Tibet -1702 Markam) fut le 11e Karmapa.

## Biographie
Yeshe Dorje est né à Mayshö dans une région est du Tibet. Il fut découvert et reconnu comme réincarnation du 10e Karmapa, par le terton Rigdzin Mingyur Dorje Drakpo Nuden Tsal.  Par la suite, le 7e Shamar Yeshe Nyingpo et le 6e Gyaltsab Rinpoché Norbu Zangpo ont confirmé que Yeshe Dorje était la réincarnation du Karmapa, et il fut mené au Tibet central au monastère de Yangpachen, siège principal des Shamarpas.
C'est au monastère de Tsourphou que le jeune Karmapa reçut l'ordination de moine et fut intronisé.
Il reçut des enseignements Kagyupa et Nyingmapa, dont le Terchö provenant du maître indien Padmasambhava qui lui fut transmis par Mingyour Dorje et Taksham Nuden Dorjé. Selon certains textes, Padmasambhava aurait prédit que le 11e Karmapa deviendrait  détenteur de la lignée Terchö.
Le 11e Karmapa identifia le 8e Shamar Rinpoché, Palchen Chökyi Döndrub, qui devint son disciple et le maillon suivant de la lignée du Rosaire d'Or.
Le 11e Karmapa restaura le monastère de Tsourphou qui subit les pillages des Mongols.
Il aurait été un visionnaire, et aurait réalisé des miracles, dont la guérison d'aveugles, comme l'abbé de Tingri. Treho Rinpoché, le régent du 5e Dalaï Lama devint un disciple du 11e Karmapa qui l'encouragea à mettre un terme aux divisions sectaires au Tibet.
Le 11e Karmapa mourut à 27 ans. Il laissa des indications dans une lettre pour rechercher  sa prochaine incarnation.